# Bob Grupp
Robert William Grupp (Filadelfia, 8 maggio 1955) è un giocatore di football americano statunitense che ha militato nel ruolo di punter nella National Football League (NFL).

## Carriera
Grupp fu scelto dai New York Jets nel corso del settimo giro (171º assoluto) del Draft NFL 1977 ma non vi giocò mai. Due anni dopo firmò invece con i Kansas City Chiefs coi nella sua prima stagione guidò la NFL con 43,6 yard per punt, venendo convocato per il suo unico Pro Bowl. Giocò con i Chiefs per tre stagioni fino al 1981, dopo di che disputò un'ultima annata con i New Jersey Generals della United States Football League nel 1984.

## Palmarès
- Convocazioni al Pro Bowl: 1

1979
- PFWA All-Rookie Team - 1979